# Móró Mária Anna
Móró Mária Anna (Pécs, 1944. június 4. – Pécs, 2010. május 8.) történész, levéltáros.

## Életrajza
Alap- és középiskoláit Pécsen, egyetemi tanulmányait Szegeden, a József Attila Tudományegyetem Bölcsészettudományi Karán végezte. 1967-ben szerzett magyar–történelem szakos tanári oklevelet, majd egy évig az úrkúti általános iskolában tanított.
1968-ban visszatért szülővárosba, s a Pécsi Egyetemi Könyvtárban helyezkedett el. 1972/73-ban a Baranya Megyei Szakszervezetek Tanácsa Könyvtárában dolgozott, majd 1976-ig a Marx Károly Közgazdaságtudományi Egyetem Kihelyezett Pécsi Nappali Tagozata Könyvtárának munkatársa volt. 1976-ban a Baranya Megyei Levéltár munkatársa lett, majd 1984 és 1989 között annak Rét utcai részlegét vezette osztályvezetői beosztásban. 1989-ben visszatért a Pécsi Egyetemi Könyvtárba, aminek végül nyugdíjba vonulásáig munkatársa maradt.
Fő kutatási területe Pécs és Baranya vármegye 18-19. századi gazdasági és társadalmi élete, valamint Klimó György pécsi püspök munkássága és az általa alapított könyvtár volt. Csaknem 10 éves áldozatos munkával ő készítette el Magyarország első nagy nyilvános könyvtárának, a Pécsi Püspöki Könyvtárnak (Klimó Könyvtárnak) a teljes feltáró katalógusát: A Pécsi Egyetemi könyvtárban őrzött Klimó-könyvtár katalógusa I. (2001). Elvégezte a bibliográfiai azonosításokat, az adatkiegészítéseket, többféle segédanyagot szerkesztett, amelyek mutatóként szolgálnak mind a mai napig. Rendszeresen publikált tanulmányokat a Baranya Megyei Levéltár Baranyai helytörténetírás c. évkönyveibe. Egyéb munkái mellett évtizedekig dolgozott a Pécsi Egyetem Jogtörténeti Tanszékének megbízott előadójaként.

## Díjai
- Pécs Város Tudományos Díja (2000 és 2010 posztumusz)[1]

## Emlékezete
- Ünnepi tanulmányok Móró Mária Anna tiszteletére
- In memoriam Móró Mária Anna
- Móró Mária Anna hagyatéka
- Az Egymásért vagyunk című, 2020-ban megjelent tudománytörténeti összeállításban munkásságára történő visszatekintés jelenik meg.[2]